# 米库拉什·阿塔纳索夫
米库拉什·阿塔纳索夫（捷克語：Mikuláš Athanasov，1930年11月28日—2005年12月26日），捷克男子摔跤运动员。他曾代表捷克斯洛伐克参加1952年夏季奥林匹克运动会摔跤比赛，获得男子古典式轻量级铜牌。